# B-Z反应

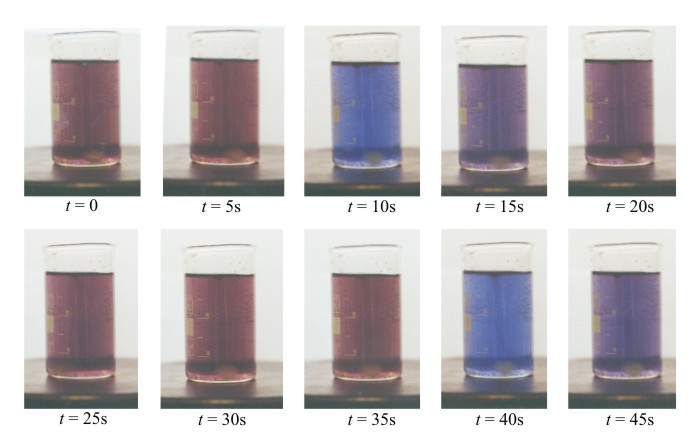
B-Z反应液随时间变化的图片。

B-Z反应（Belousov-Zhabotinsky反应），也称BZ反应、B-Z振荡反应（BZR），是一类著名的化学振荡反应，也是非平衡热力学的经典例子。它有很多版本，其中最常见的反应是铈作催化剂时，丙二酸在稀硫酸水溶液中被溴酸盐氧化的反应，方程式如下：

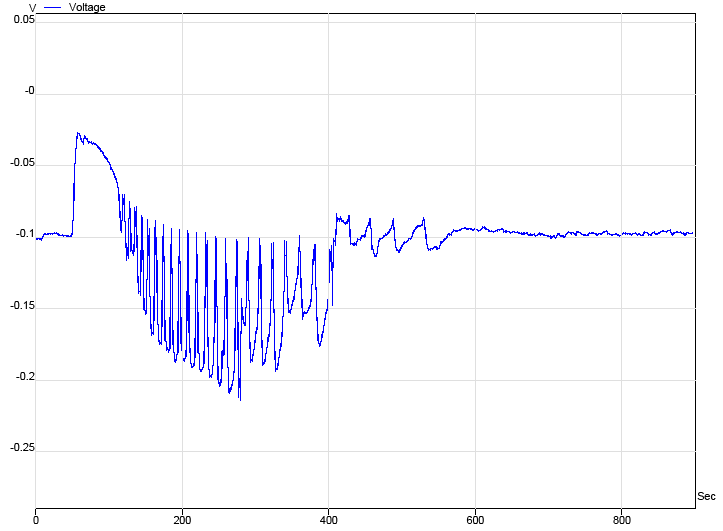
B-Z反应电极电势曲线图，使用的是银电极，Ag/AgNO_{3}半电池。

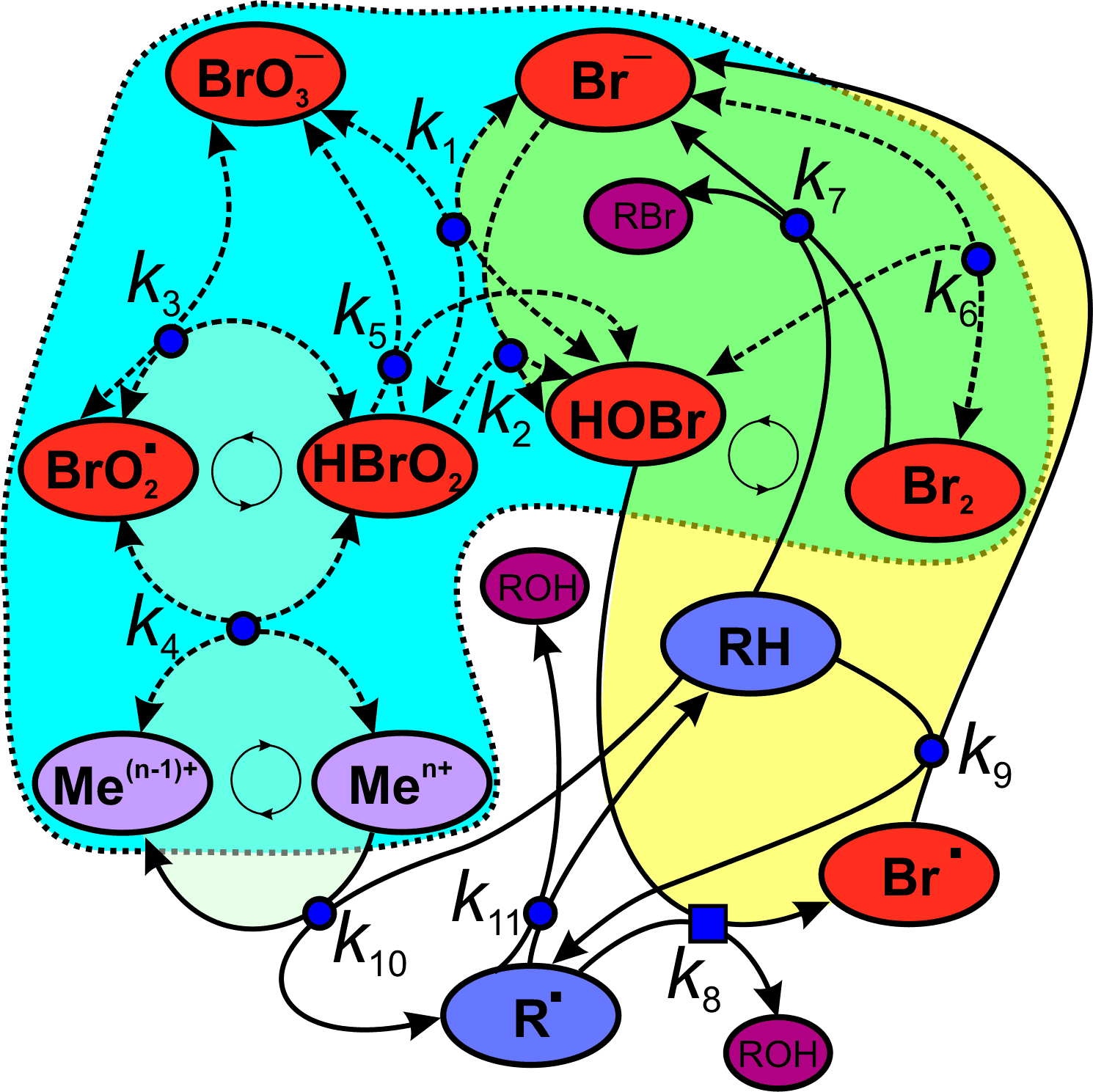
B-Z反应概图

{\displaystyle 2H^{+}+3CH_{2}(COOH)_{2}+2BrO_{3}^{-}\rightarrow 2BrCH(COOH)_{2}+3CO_{2}+4H_{2}O\,}

## 历史
这个反应首先在20世纪50年代由前苏联Belousov（别洛索夫）在研究三羧酸循环时发现，最初的催化剂是Ce4+/Ce3+，还原剂是柠檬酸。反应液在无色和黄色两种状态之间发生周期性的振荡，振荡频率随温度升高而增加。这一时期普遍认为化学振荡反应是不可能发生的，别洛索夫的这一结果也自然不受重视，两次投稿都以“无法解释机理”及“不可能”的原因而被退了回来，最后只得发表在一个不知名的期刊上，使得别洛索夫本人的信心大大受挫。生物化学家Schnoll曾劝别洛索夫继续他的研究，但劝说并不奏效，别洛索夫还是执意宣布从此淡出科学研究，并将这个反应的原始资料交给了Schnoll。1961年，前苏联的生物物理学毕业生扎鲍廷斯基（Zhabotinsky）在Schnoll的指导下重新研究了这个反应，用丙二酸代替了柠檬酸，并且对这个反应的机理作了一些解释。
1969年，普里高津提出耗散结构理论，它清楚地解释了振荡反应发生的原因，使B-Z反应重新回归研究的焦点。它认为，在体系远离平衡态时，即处于非平衡非线性状态时，无序均匀态并不一定稳定。由于自身的非线性动力学机制，无序均匀态可以失去稳定性，而产生宏观时空有序结构，也就是耗散结构。1971年，Field、Körös、Noyes等人对反应机理作了更进一步的阐明，提出了俄勒冈模型（FKN），用以解释B-Z反应的很多性质。它十分复杂，包含18个基元反应，因而只有借助近似方法才能解出此类问题。

## 现象
反应溶液出现两种颜色交替。如果溶液深度较浅，还会发生类似波的干涉的现象，两种颜色的波交替扩散。与电磁波不同，相同颜色的波接触后会消失。

## 原理

有盖培养皿中B-Z反应的计算机模拟

对B-Z反应机理的解释有很多种。在一个版本中，总反应包含两个过程A和B，A过程是双电子转移的离子反应，B过程涉及自由基和单电子转移。{\displaystyle Br^{-}\,}浓度超过临界浓度时主要发生A过程，低于临界浓度时主要发生B过程。溴离子是这里的控制物种：A过程中消耗溴离子生成溴单质，使溴离子浓度降低，低于临界浓度时主要发生B过程。B过程中溴酸根离子氧化金属离子，也生成溴单质。而后（亦有人称此为C过程）溴单质和高价金属离子氧化有机底物，得到还原态金属离子和溴离子，使溴离子浓度升高，再次发生A过程。因此体系在A、B、（C）过程之间反复振荡。封闭系统内这样的振荡可持续上千次，反应过程中不需补充反应物，因此这类反应为化学波的研究提供了很大方便。
A过程的总反应：{\displaystyle BrO_{3}^{-}+5Br^{-}+6H^{+}\rightarrow 3Br_{2}+3H_{2}O\,}
分步：
{\displaystyle BrO_{3}^{-}+Br^{-}+2H^{+}\rightarrow HBrO_{2}+HOBr\,}
{\displaystyle HBrO_{2}+Br^{-}+H^{+}\rightarrow 2HOBr\,}
{\displaystyle HOBr+Br^{-}+H^{+}\rightarrow Br_{2}+H_{2}O\,}
B过程的总反应：{\displaystyle 2BrO_{3}^{-}+12H^{+}+10Ce^{3+}\rightarrow Br_{2}+6H_{2}O+10Ce^{4+}\,}
分步：
{\displaystyle BrO_{3}^{-}+HBrO_{2}+H^{+}\rightarrow 2BrO_{2}\cdot +H_{2}O\,}
{\displaystyle BrO_{2}\cdot +Ce^{3+}+H^{+}\rightarrow HBrO_{2}+Ce^{4+}\,}，以上涉及亚溴酸的两步为自催化步骤
{\displaystyle 2HBrO_{2}\rightarrow HOBr+BrO_{3}^{-}+H^{+}\,}
{\displaystyle 2HOBr\rightarrow HBrO_{2}+Br^{-}+H^{+}\,}
{\displaystyle HOBr+Br^{-}+H^{+}\rightarrow Br_{2}+H_{2}O\,}
Ce4+与Br2氧化丙二酸，例如：
{\displaystyle Br_{2}+CH_{2}(COOH)_{2}\rightarrow BrCH(COOH)_{2}+Br^{-}+H^{+}\,}

## 俄勒冈振子

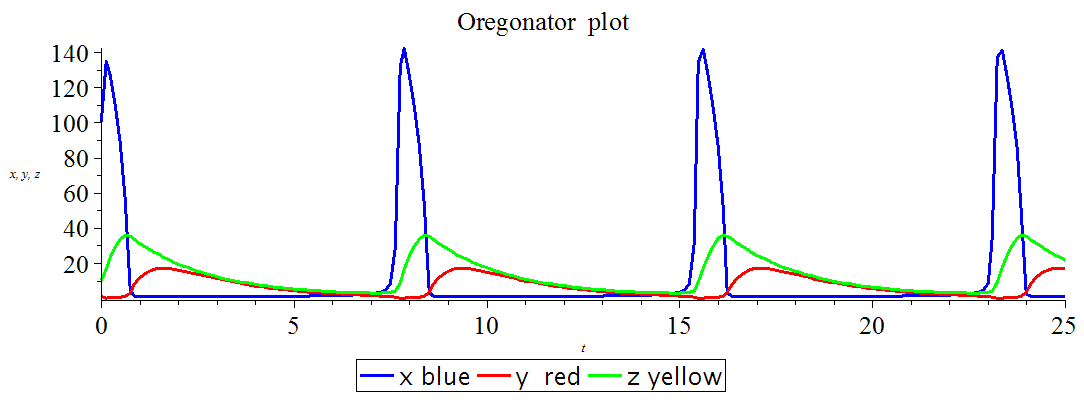
俄勒冈振子图

R.M.Noyes和R.J.Fields在1974年提出一个五步的简化机理，称为俄勒冈振子(Oregonator)，是由俄勒冈大学（Oregon）与振荡器（Oscillator）形成的组合词。该机理表示如下。
- {\displaystyle BrO_{3}^{-}+Br^{-}+2H^{+}\rightarrow HBrO_{2}+HOBr\,}
- {\displaystyle HBrO_{2}+Br^{-}+H^{+}\rightarrow 2HOBr\,}
- {\displaystyle BrO_{3}^{-}+HBrO_{2}+H^{+}\rightarrow 2HBrO_{2}+2Ce^{4+}\,}
- {\displaystyle 2HBrO_{2}\rightarrow BrO_{3}^{-}+HOBr\,}
- {\displaystyle HOOCCH_{2}COOH+Ce^{4+}\rightarrow fBr^{-}\,}

反应的底物包括溴酸盐、硫酸铈铵（或硫酸高铈）、丙二酸和稀硫酸，其中不可改变的底物是溴酸盐。金属离子一般为Ce或Mn（用硫酸锰作原料），但也可以是Fe、Ru、Co、Cu、Cr、Ag、Ni、Os形成的配离子。丙二酸也可以用其他还原剂替代。
反应器皿必须干净，试剂也需要尽量纯净，尤其是溴酸钾。其他卤素形成的含氧酸盐及阴离子，例如氯离子，会对反应产生干扰。
B-Z反应通常加入邻二氮菲亚铁离子（ferroin）作指示剂，它是邻二氮菲与亚铁离子的配合物，在还原态为红色，氧化态为蓝色。四价铈离子为黄色，三价铈离子无色，因此综合起来的效果是：氧化态绿色，还原态红色。